# Aguana imbricata
Aguana imbricata är en insektsart som beskrevs av Victor Antoine Signoret 1854. Aguana imbricata ingår i släktet Aguana och familjen dvärgstritar. Inga underarter finns listade i Catalogue of Life.